# Wild Atlantic Way
La Wild Atlantic Way (en irlandais : Slí an Atlantaigh Fhiáin) est une route touristique côtière d'Irlande qui parcourt le littoral ouest du pays, de Malin Head, point le plus septentrional de l'île, au port de Kinsale, au sud-ouest.

## Parcours
La Wild Atlantic Way mesure 2 500 km et relie Malin Head, point le plus septentrional de l'île d'Irlande, au port de Kinsale au sud-ouest de l'île.
Le parcours peut être découpé en 6 sections :
- La première traverse les péninsules du nord de l'île dans le comté de Donegal
- La deuxième est caractérisée par les vagues permettant de pratiquer le surf
- La troisième est constituée de baies
- La quatrième laisse place aux falaises
- La cinquième traverses les péninsules du sud-ouest de l'Irlande
- La sixième circule dans les havres du sud du pays

## Points d'intêret

### Les promontoires du Nord

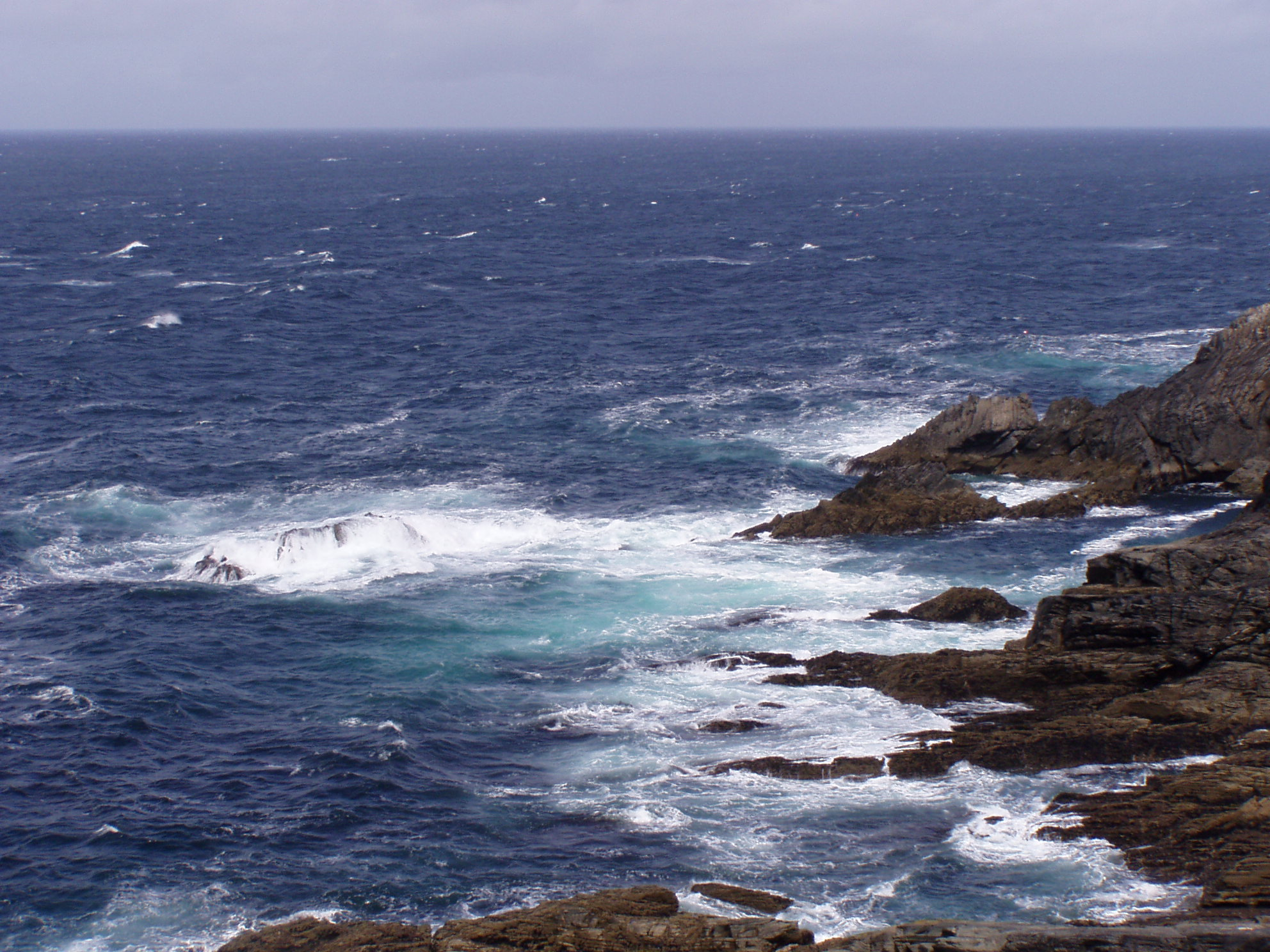
Malin Head, point de départ du circuit (Donegal, Ulster).
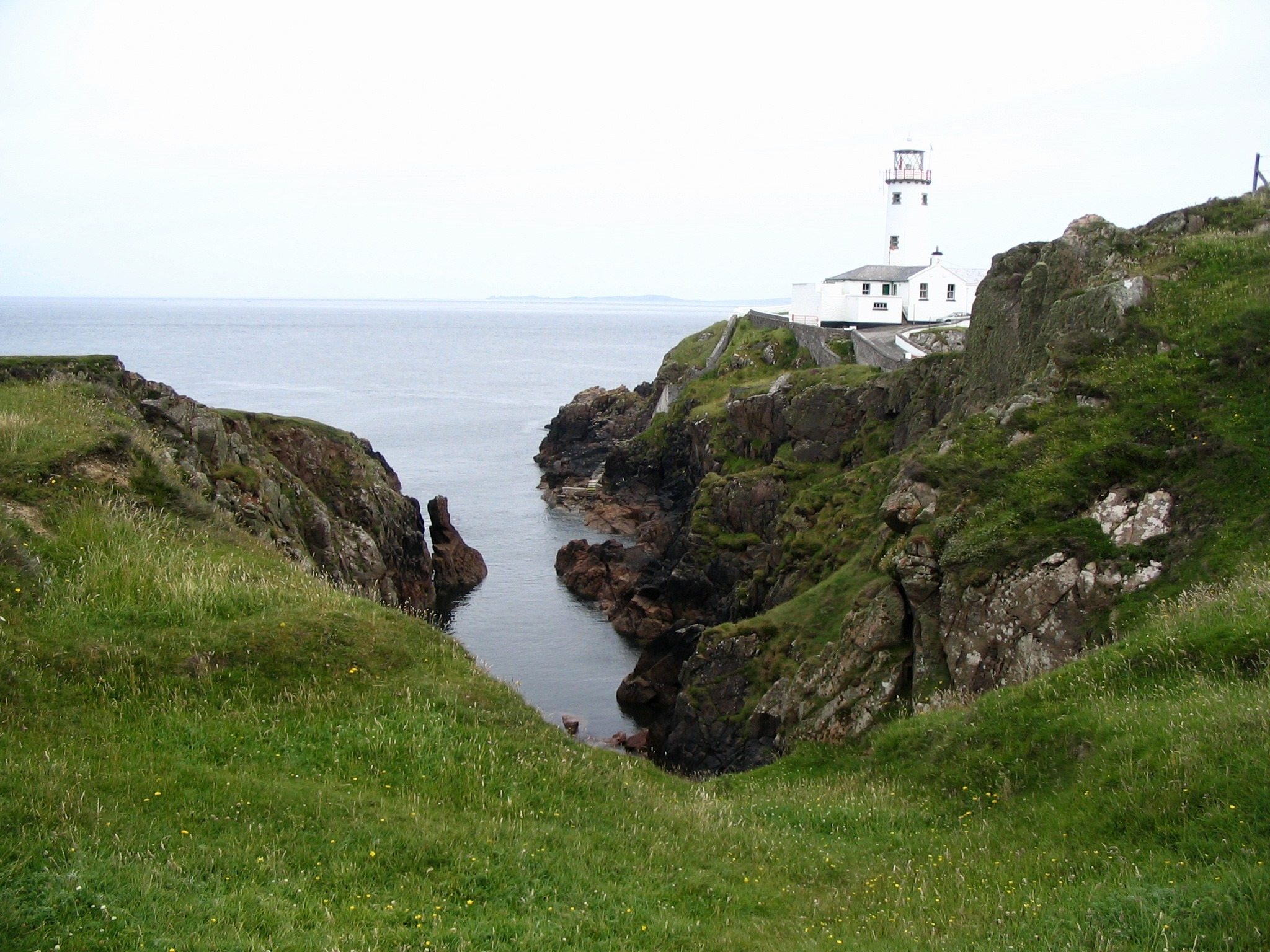
Le phare de Fanad Head (Donegal, Ulster).
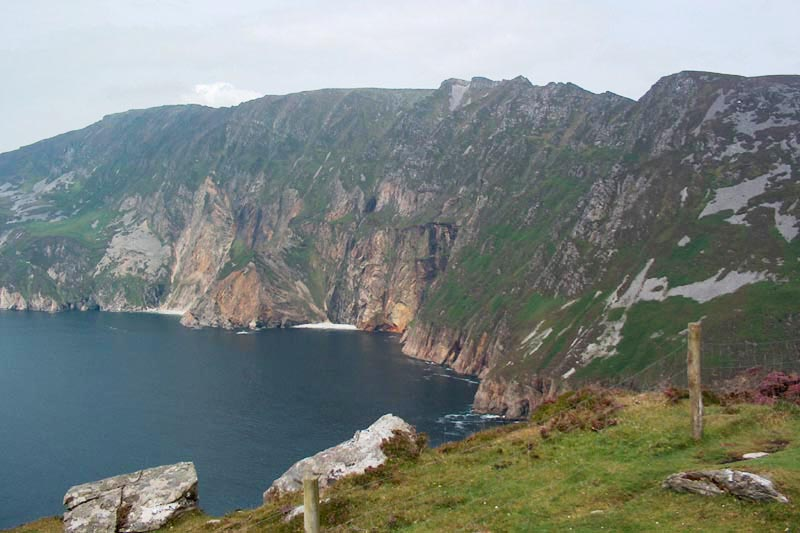
Les falaises du Slieve League (Donegal, Ulster).

### La côte du surf

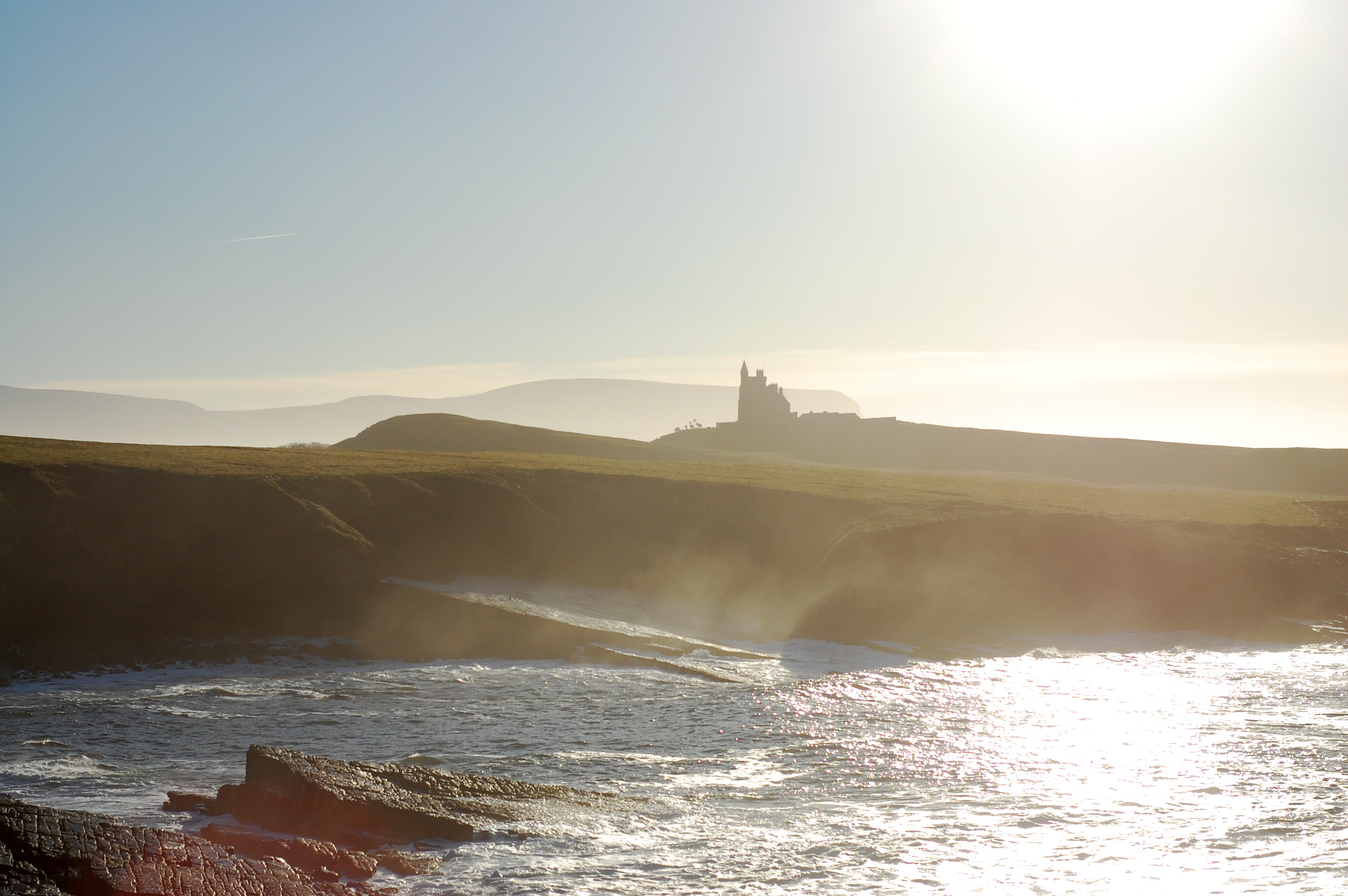
Mullaghmore (Sligo, Connacht).
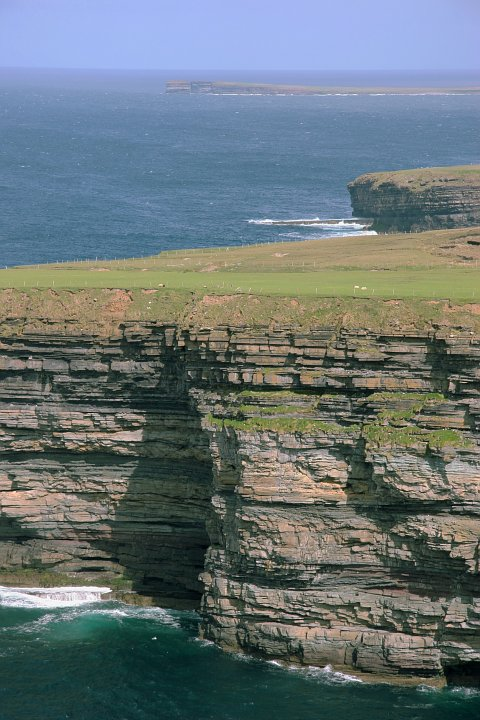
Downpatrick Head (Mayo, Connacht).

### La côte des baies

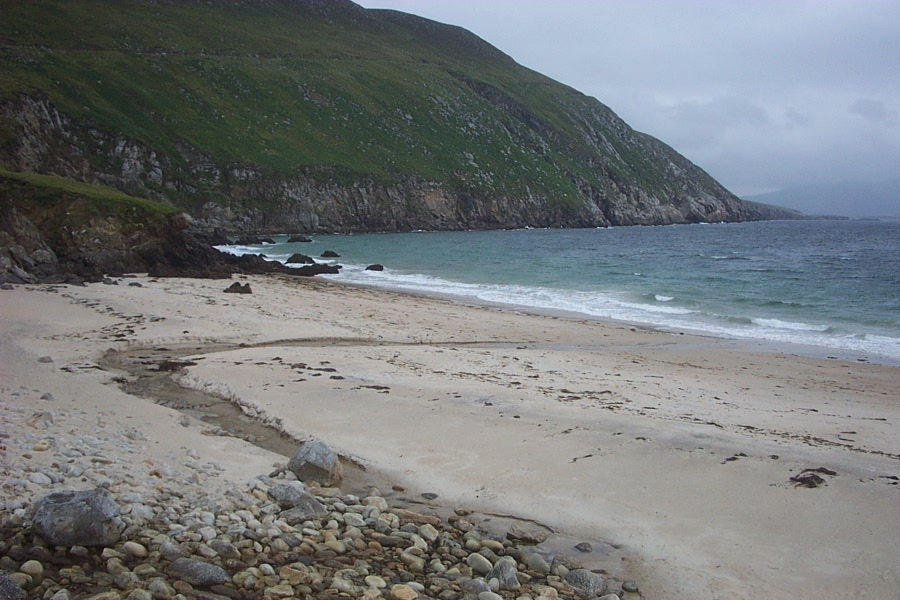
Keem Bay à l'ouest d'Achill Island (Mayo, Connacht).
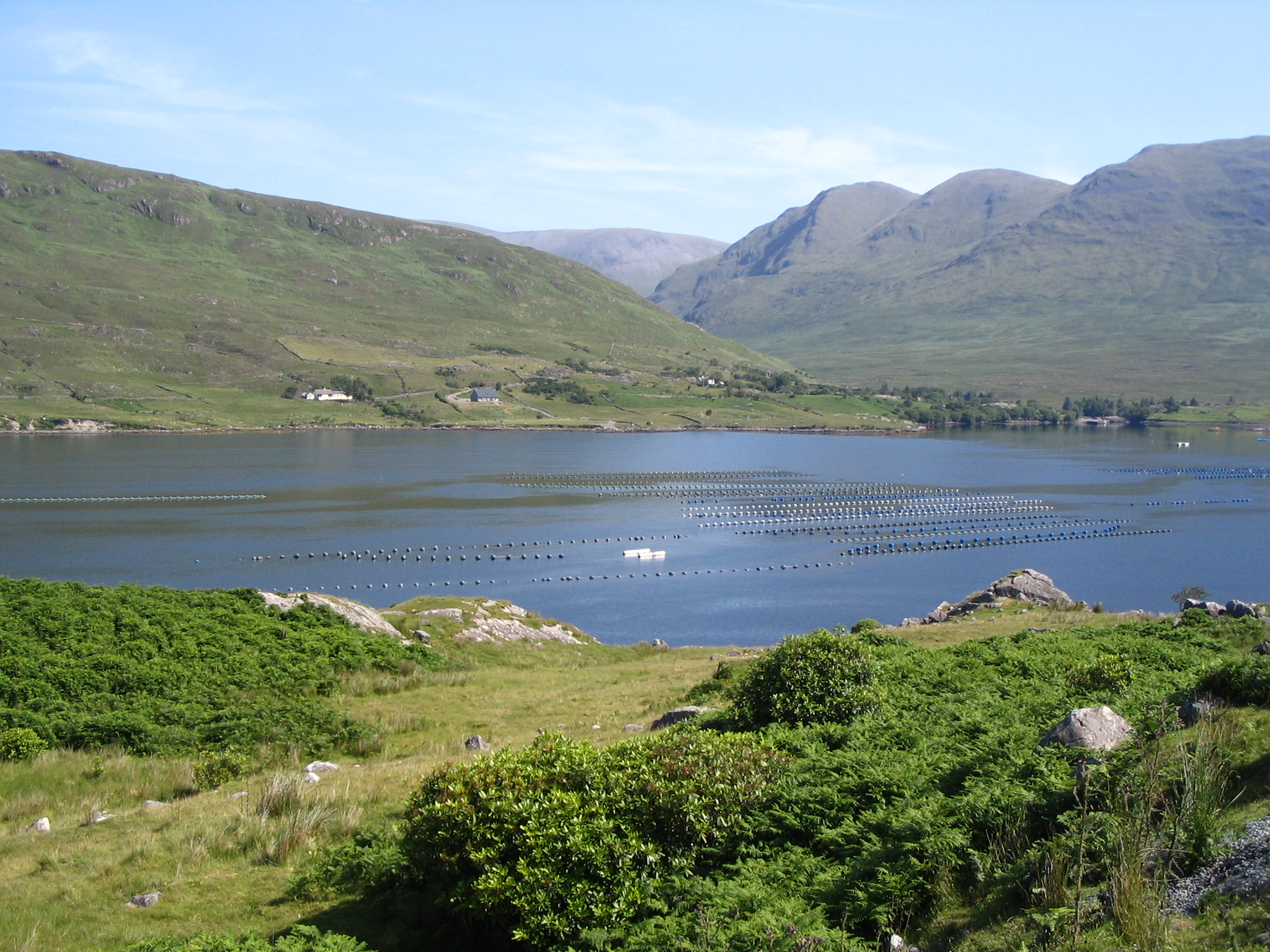
Killary Harbour (Mayo / Galway, Connacht).

### La côte des falaises

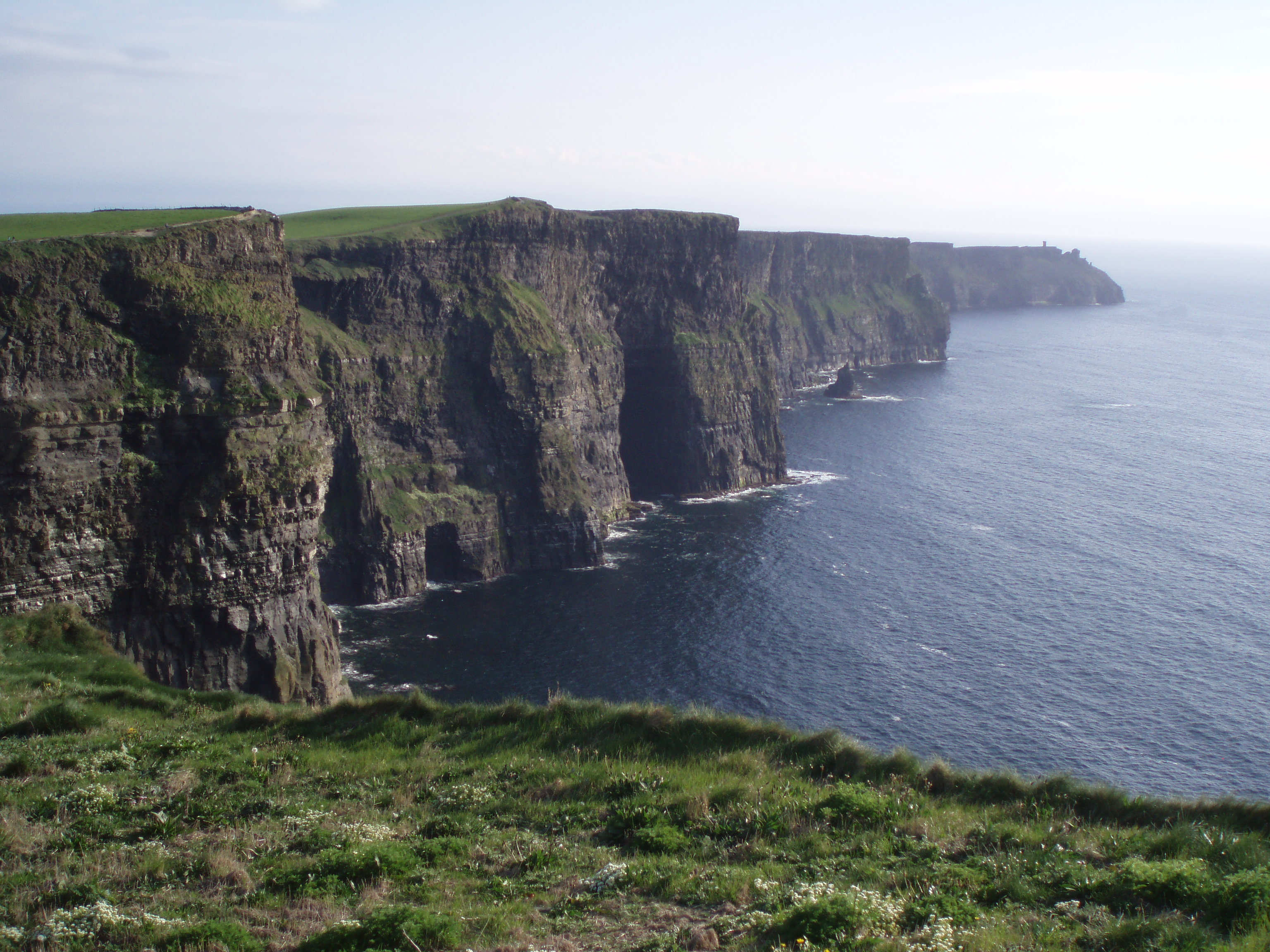
Les falaises de Moher (Clare, Munster).
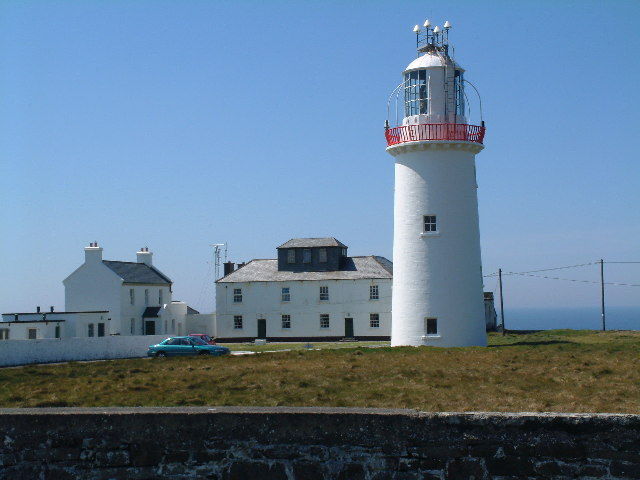
Le phare de Loop Head à l'extrémité de comté de Clare (Clare, Munster).

### Les péninsules du Sud

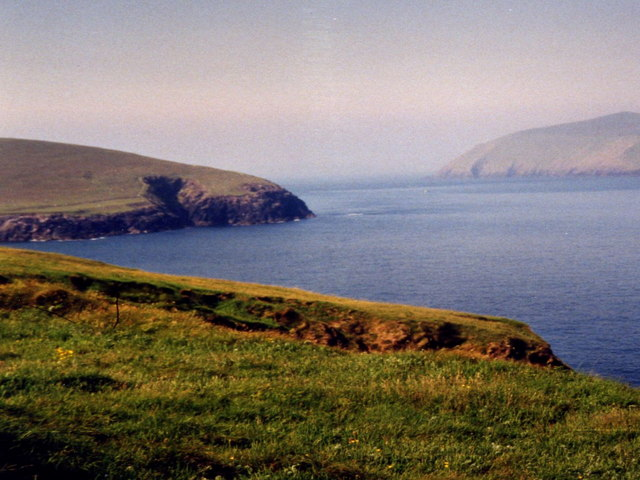
Blasket Sound à l'extrémité de la péninsule de Dingle (Kerry, Munster).
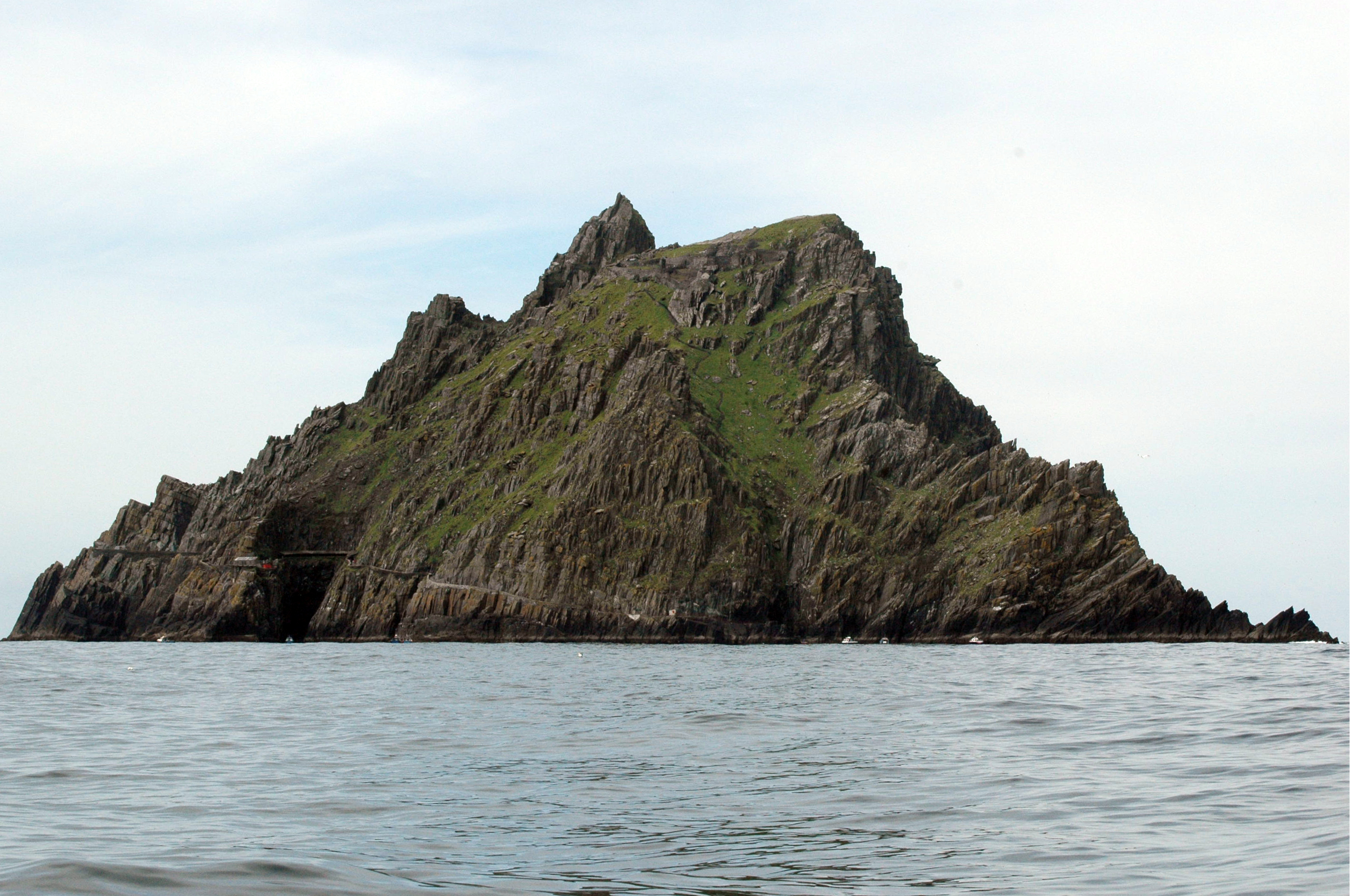
Vue sur Skellig Michael (Kerry, Munster).

### La côte des havres

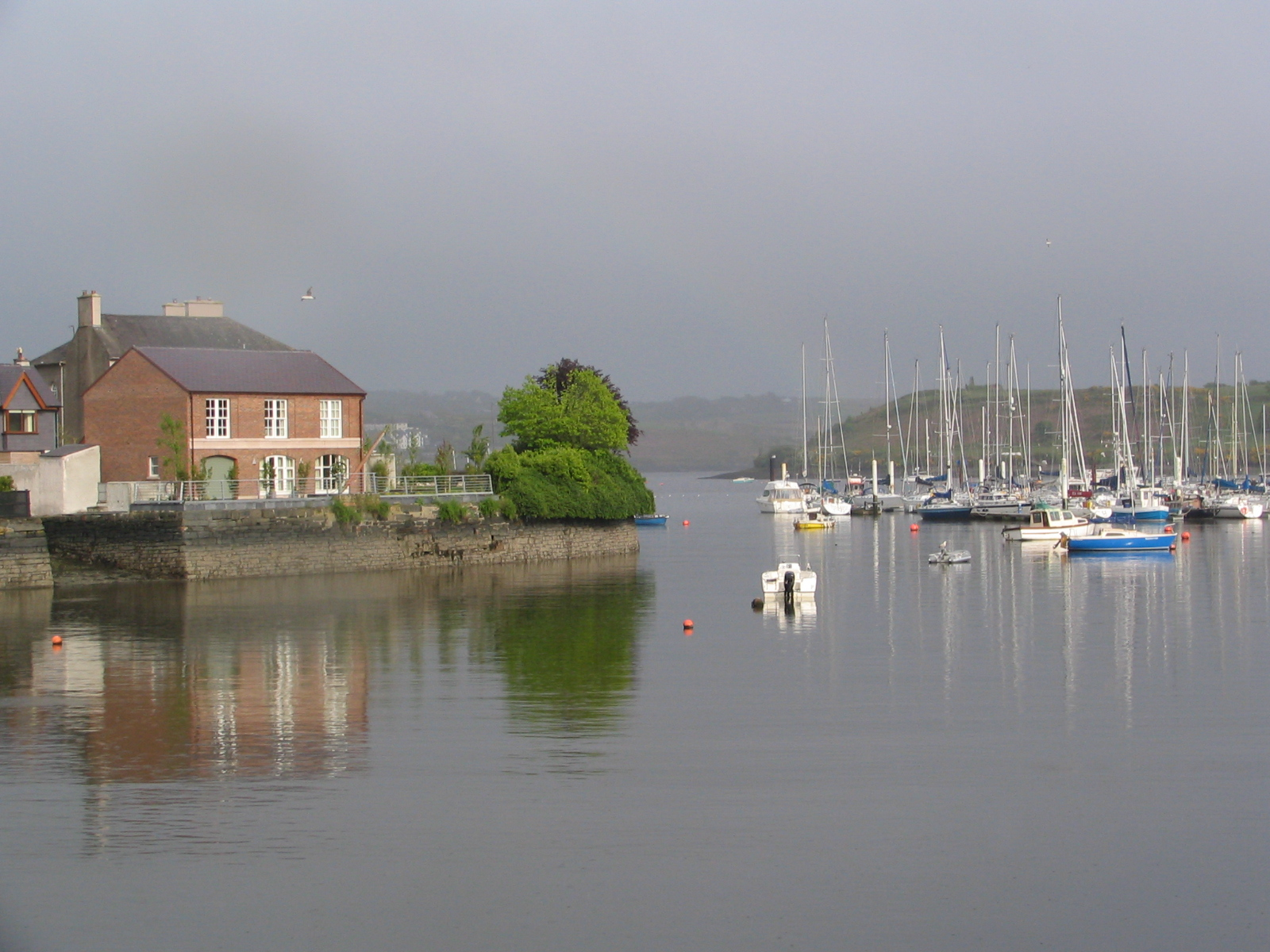
Le port de Kinsale (Cork, Munster).